# Néstor Monge
Néstor William Monge Guevara, plus couramment appelé Néstor Monge, né le 7 janvier 1990 à San Isidro de El General au Costa Rica, est un footballeur costaricien qui joue au poste de milieu défensif au RFCU Luxembourg.

## Biographie

### En club
La carrière du joueur débute au sein de son club formateur, l'AD Pérez Zeledón où il débute dès 2008 en Primera División.
En 2023, il rejoint pour la première fois de sa carrière l'Europe et s'engage avec le FC Differdange 03, club de BGL Ligue, au Luxembourg. Dès sa première saison sur le sol européen, le joueur remporte le championnat.
Un plus tard, le joueur signe un contrat avec le RFCU Luxembourg.

### En sélection
Il dispute son premier match avec le Costa Rica le 22 mars 2012 face à la Jamaïque (match nul 0-0).
Le 2 février 2019, il dispute son dernier match avec la sélection face aux États-Unis (défaite deux buts à zéro).

## Palmarès
| CS Cartaginés (1) :                      | Deportivo Saprissa (1) :             | FC Differdange 03 (1) :       |
| ---------------------------------------- | ------------------------------------ | ----------------------------- |
| - Coupe du Costa Rica - Vainqueur : 2015 | - Primera División - Champion : 2016 | - BGL Ligue - Champion : 2024 |